# Puilacher
Puilacher é uma comuna francesa na região administrativa de Occitânia, no departamento de Hérault. Estende-se por uma área de 2,68 km². Em 2010 a comuna tinha 609 habitantes (densidade: 227,2 hab./km²).